# Nehraszi
Nehraszi (ukr. Неграші) – wieś na Ukrainie, w obwodzie kijowskim, w rejonie buczańskim, w hromadzie Biłohorodka. W 2001 liczyła 442 mieszkańców.